# Мозел (департамент)
Мозел (на френски: Moselle) е департамент в регион Гранд Ест, североизточна Франция. Образуван е през 1790 година от части на Велико губернаторство Лотарингия и Бароа и получава името на река Мозел. От 1871 до 1918 година днешната територия на департамента е част от територията на Германия, като частите, останали френски, са присъединени към образувания през 1871 година департамент Мьорт е Мозел. Площта на департамента Мозел е 6216 км², а населението – 1 043 923 души (2016). Административен център е град Мец.